# Bertalan Székely
Bertalan Székely d'Ádámos (en hongrois : Ádámosi Székely Bertalan), né le 8 mai 1835 à Kolozsvár et décédé le 21 août 1910 à Budapest, est un peintre hongrois issu de l'académisme romantique. Il est l'un des plus grands peintres d'histoire hongrois. La découverte du corps de Louis II, La Femme d'Eger, La Bataille de Mohács et Ladislas V sont parmi ses œuvres les plus importantes.

## Biographie
Issu d'une famille de la noblesse hongroise et transylvaine, Bertalan est le fils de Dániel Székely, greffier principal du gouvernement (kormányszéki fogalmazó), et de Johanna Kelemen. Il étudie à l'Académie des Beaux-Arts de Vienne auprès de Johann Nepomuk Geiger et de Carl Rahl de 1851 à 1855, puis retourne en Transylvanie où il enseigne la peinture. Il travaille ensuite pour le comte Aichelburg à Marchendorf, ville dans laquelle il épouse en 1858 Jeanette Kudrna. Il se rend à Munich en hiver 1859 où il poursuit sa formation avec Karl von Piloty. La période tumultueuse de l'histoire hongroise le rattrape et il invite, au travers de ses œuvres, ses contemporains à s’interroger sur la passé glorieux et le futur de la nation. Il est à Pest en 1862 et remporte en 1863 un concours avec son Flucht des Kaisers Karl VII (Bayerisches Nationalmuseum, Munich) grâce auquel il finance un voyage en 1864 aux Pays-Bas et à Paris. Les années 1870 marquent l'apogée de sa carrière. Bertalan s'essaie aussi à la peinture murale après 1880. Ses œuvres principales sont visibles en l'Église Notre-Dame-de-l'Assomption de Budavár, en la cathédrale de Pécs, à l'Opéra d'État hongrois ou encore en la mairie de Kecskemét. Il est metteur en scène et professeur à l’École des Arts Décoratifs (Mintarajziskola ) à partir de 1871 et la dirige à partir de 1902. Il est nommé directeur de la  II. mesteriskola en 1905. Il voyagea également à Berlin, à Londres et en Italie. Il laisse également une œuvre littéraire importante.
Est créé après sa mort un musée mémorial en sa demeure de Szada.

## Galerie

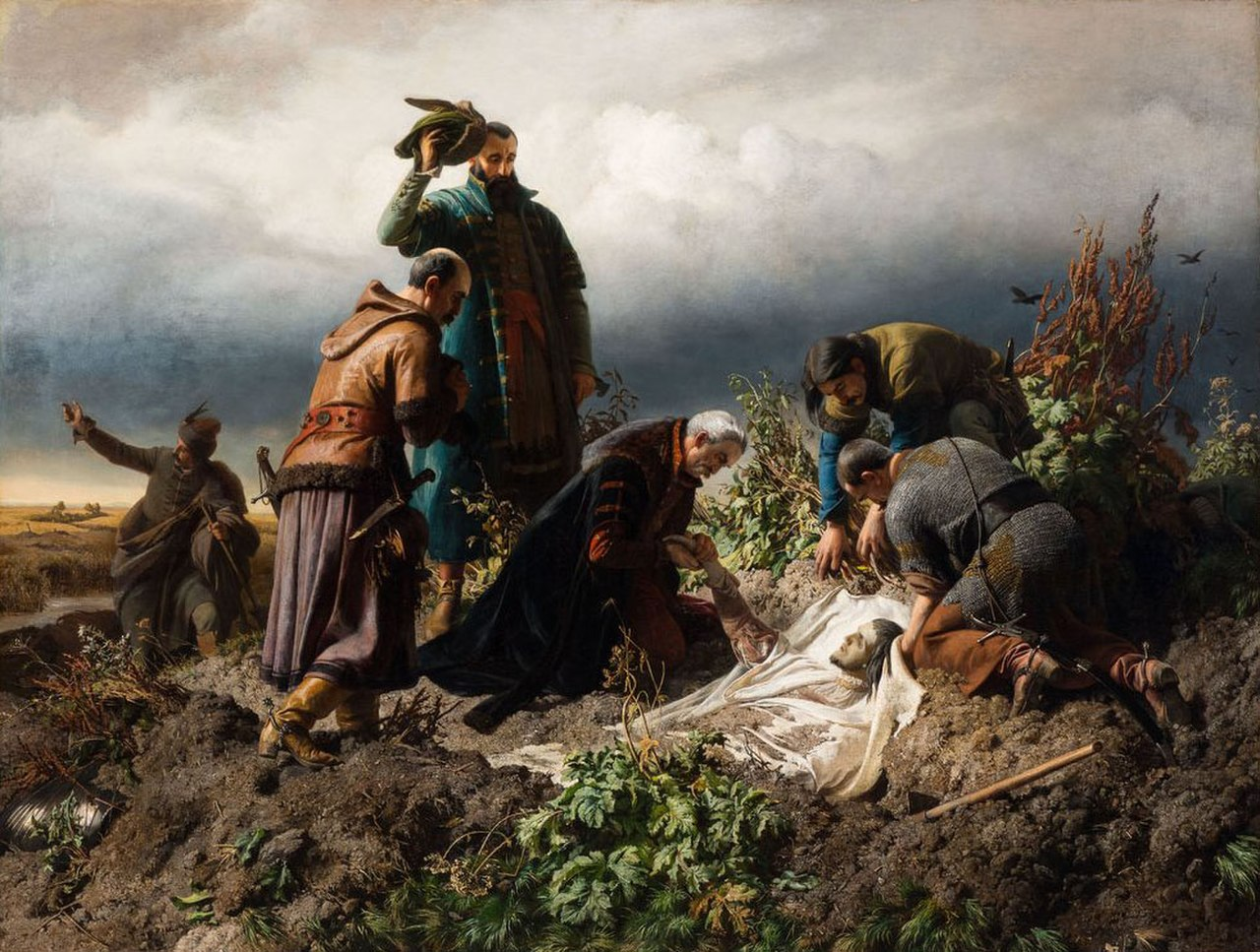
"La découverte du corps de Louis II", 1860
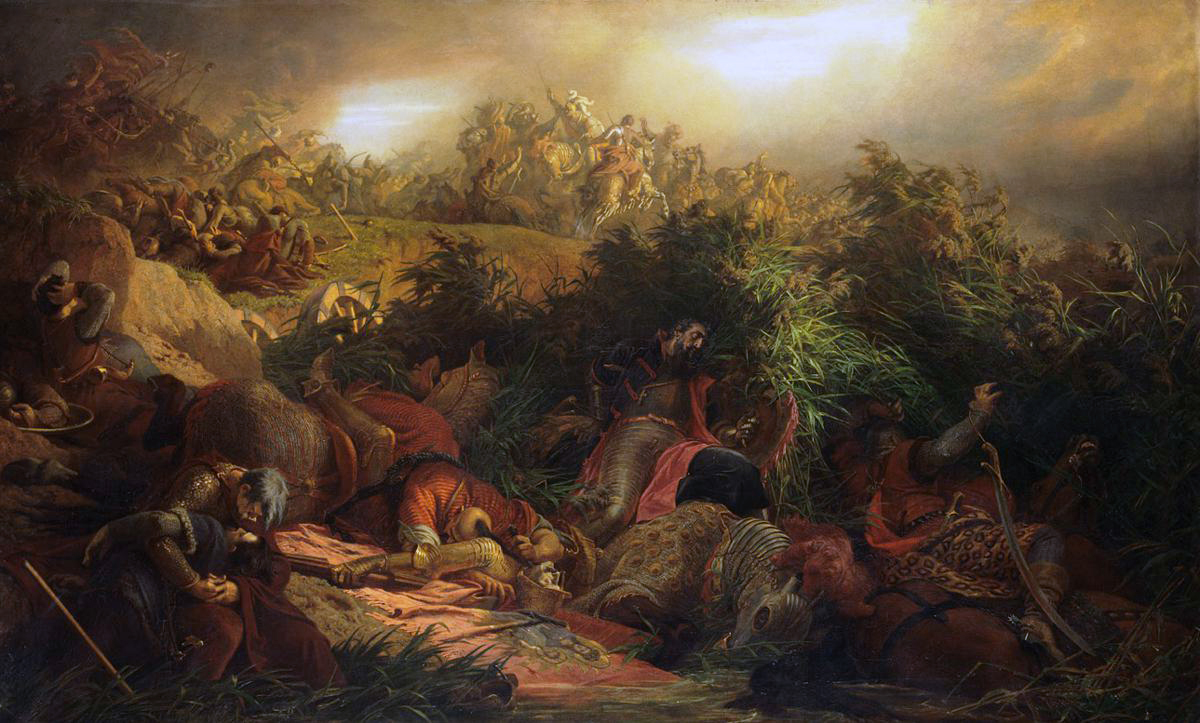
"Bataille de Mohács (1526)", 1866
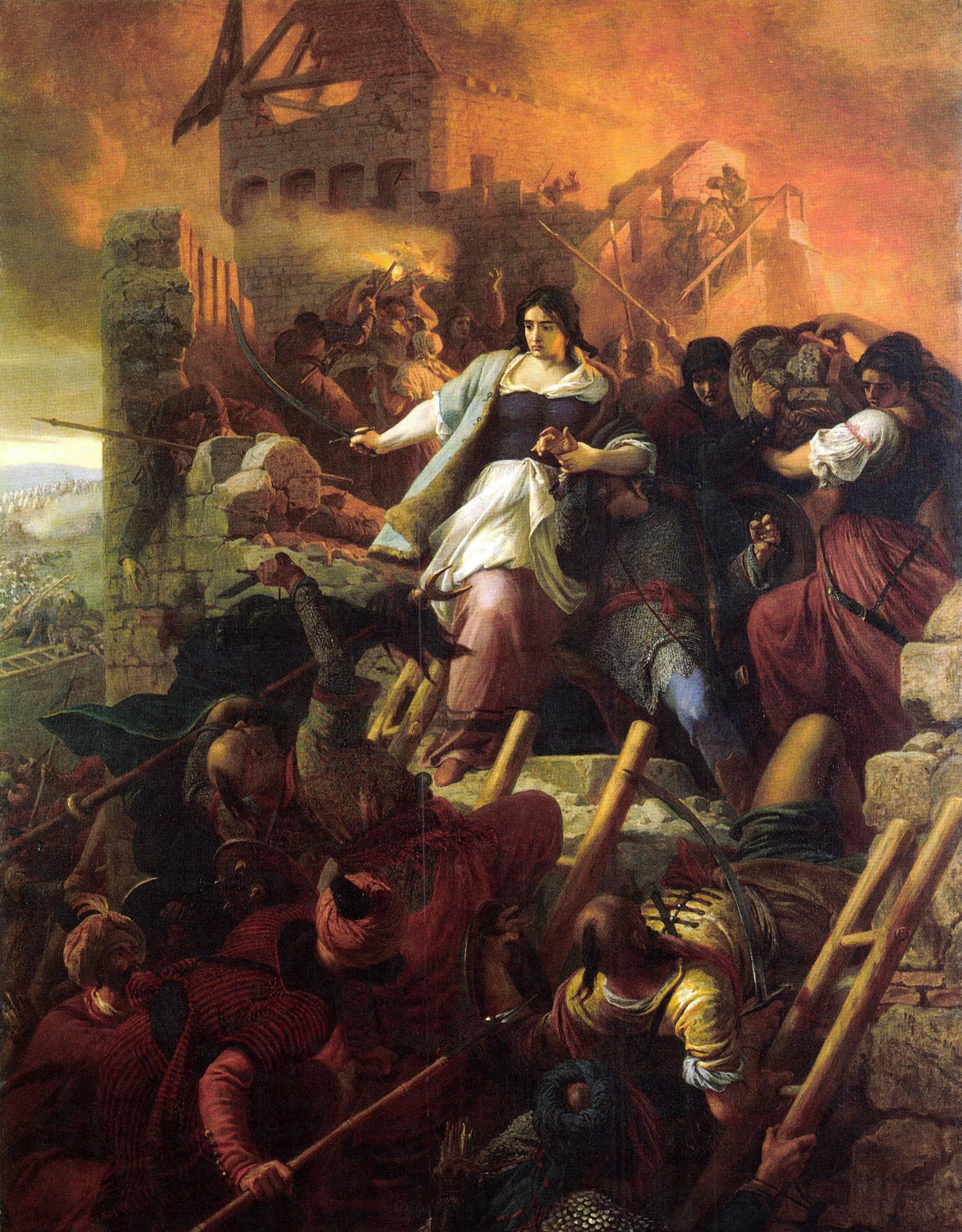
"La Femme d'Eger", 1867
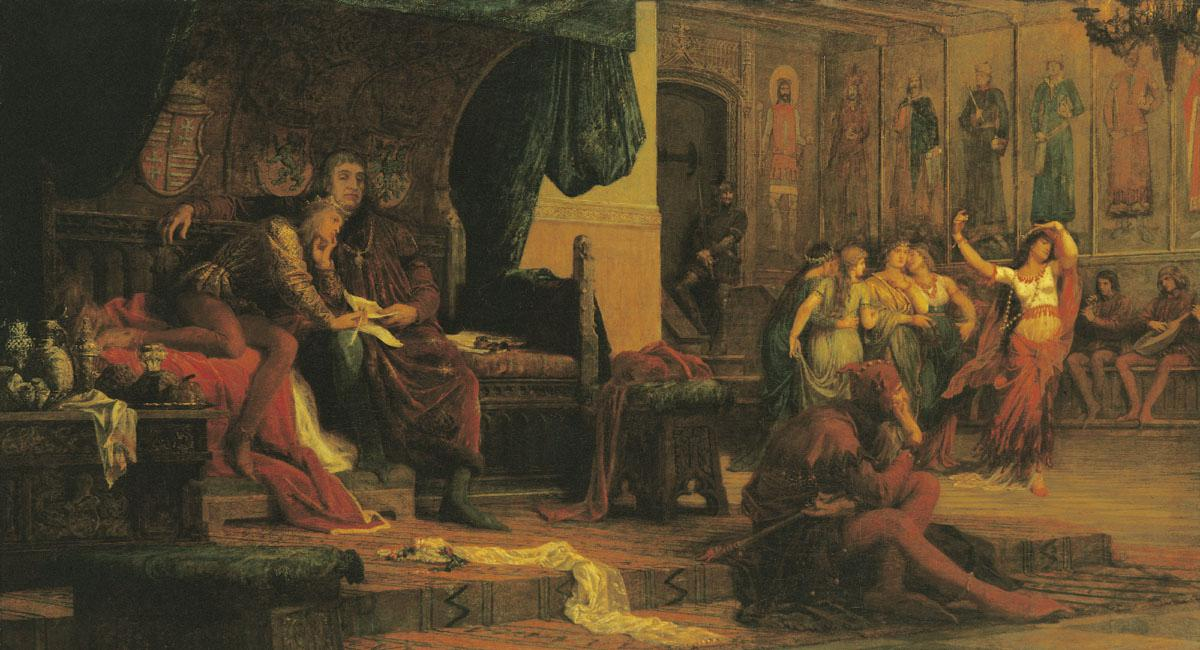
"Ladislas V et Ulric de Cilley", 1870
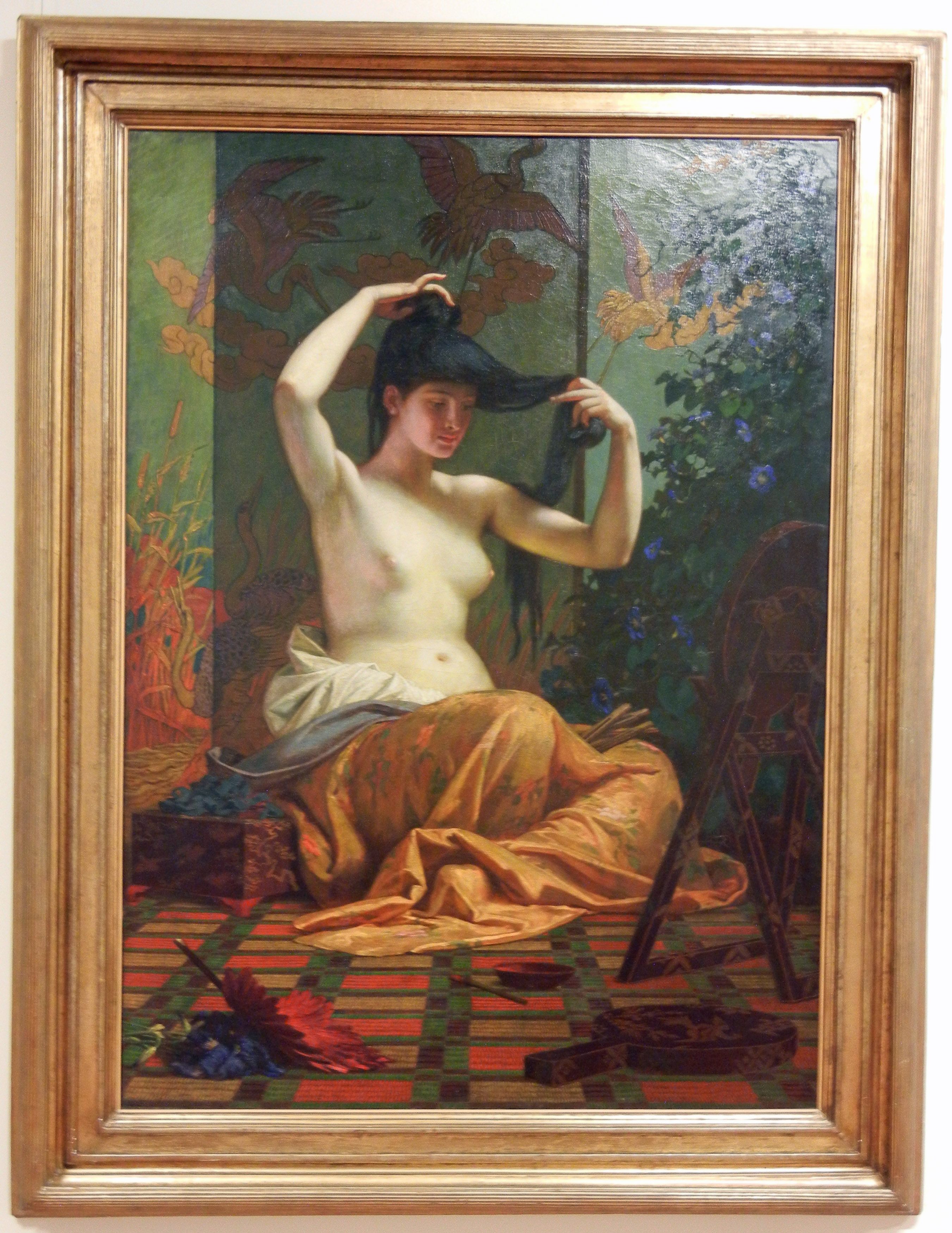
Budapest, château de Buda, Galerie nationale hongroise (Magyar Nemzeti Galéria), Bertalan SZÉKELY (1835-1910) Femme japonaise, 1871